# Christusträger-Schwesternschaft
Christusträger-Schwesternschaft bezeichnet eine evangelische Kommunität in ökumenischer Offenheit mit Sitz in Bensheim (Hessen). Der Ordens-Lebensstil beinhaltet Ehelosigkeit um des Reiches Gottes willen, Gütergemeinschaft und mündigen Gehorsam. Die Schwesternschaft gehört der Konferenz evangelischer Kommunitäten an.

## Geschichte
Aus geistlichen Aufbrüchen Anfang der 1960er Jahre entstand eine verbindliche Lebensgemeinschaft in Bensheim-Auerbach. Daraus bildeten sich 1961 eine selbständige Schwesternschaft und eine Bruderschaft. Zurzeit gibt es vier Schwesternhäuser in Deutschland mit unterschiedlichen gemeinsamen Aufgaben. Zu der ordensähnlichen Gemeinschaft ohne Tracht zählen sich derzeit 43 Schwestern (Stand 2014). Ihr Leitmotiv ist „Von Christus getragen – Christus tragen“.
Einzelne Schwestern arbeiten außerhalb in ihren Berufen. Jede Schwesterngemeinschaft gestaltet ihr „klösterliches Familienleben“ gemäß ihren Diensten und ihrem Umfeld.

## Spiritualität
Jede der zehn Schwestern-Gemeinschaften im In- und Ausland hat Familien-Charakter. Die Christusträger-Schwestern wollen lernen, sich gegenseitig anzunehmen und zu vergeben, Offenheit und Vertrauen zu üben und Schwierigkeiten und Freude miteinander zu teilen.
Alle Schwestern unterstellen sich in ihrem Handeln den folgenden Prinzipien:
- im Wesentlichen Einheit
- im Unwesentlichen Freiheit
- über allem die Liebe (In necessariis unitas, in dubiis libertas, in omnibus caritas)

Den Tagesablauf gestaltet jede Schwesterngemeinschaft entsprechend ihren Aufgaben und Lebensumständen. Eckpunkte sind:
- tägliche gemeinsame Morgenandacht,
- Gebet um die Einheit des Leibes Christi und Gebet füreinander und
- geistlicher Tagesabschluss.

## Waisendienst
In Zusammenarbeit mit den Christusträgern gründeten drei Schwestern im Juni 1968 den Verein Christusträger-Waisendienst, der Mitglied beim Diakonischen Werk der Evangelischen Landeskirche in Baden ist.